# 格兰特船长的儿女
《格兰特船长的儿女》（法語：Les Enfants du capitaine Grant）是法国作家儒勒·凡尔纳的作品，1867–1868年间出版。最初的版本是由皮埃尔-儒勒·赫泽尔（Pierre-Jules Hetzel）出版，Édouard Riou插图。在1876年，乔治·罗德里奇父子公司再版，分三部，名为《环游世界航行》。
小说与《海底两万里》和《神秘岛》合称凡尔纳三部曲，是其中的第一部。

## 故事梗概
故事讲述了大不列颠号（Britannia）格兰特船长（Captain Grant）的事情。在发现漂流瓶，得知大不列颠号遇难后，苏格兰格里那凡爵士（Lord Glenarvan）及夫人与格兰特船长的儿女玛丽和罗伯特通过新闻登报取得联系。政府拒绝提供援助，爵士夫妇受儿女的感动，决定自行搜救。主要问题在于船难坐标不清，只是纬度（37度）可见；探险环绕37纬度搜救。瓶子是从鲨鱼腹中取出，难以从洋流推断。其余的线索由三种语言书写。故事发展中多次对此解读。
格里那凡爵士夫妇和儿女决心找到格兰特船长，一行人登上邓肯号（Duncan）游艇从南美开始。法国地理学家雅克（Jacques Paganel）准备去印度，误登邓肯号。大家到访巴塔哥尼亚、特里斯坦-达库尼亚、阿姆斯特丹岛和澳大利亚（以此借口来描述动植物和地理位置来吸引读者）。
他们发现了大不列颠号水手长艾尔通（Tom Ayrton），他答应带队找邓肯号遗骸。然而，艾尔通是个叛徒，非但没有在大不列颠号遇难时在场，反而由于行海盗罪被放逐澳大利亚。他试图篡夺邓肯号控制权，但不巧失败。不过，格里那凡一行人被抛弃在澳大利亚，误认为邓肯号丢了，向新西兰奥克兰进发，打算回欧洲。船不幸停在新西兰海岸奥克兰南部，大伙被毛利部落抓住，幸运逃上船只，惊奇发现这就是邓肯号。
艾尔通被俘，答应供出格兰特船长下落以争取从轻发落，送入荒岛。邓肯号掉头前往達抱島，找到失散已久的船长格兰特。艾尔通被留下，在野兽中自省。
艾尔通在日后的故事《神秘岛》中再次登场。

## 地图
|  |  |  |